# Polyrhachis batesi
Polyrhachis batesi är en myrart som beskrevs av Auguste-Henri Forel 1911. Polyrhachis batesi ingår i släktet Polyrhachis och familjen myror. Inga underarter finns listade i Catalogue of Life.